# Пероксиредоксин-6
Пероксиредоксин-6 (англ. Peroxiredoxin 6) – білок, який кодується геном PRDX6, розташованим у людей на короткому плечі 1-ї хромосоми.  Довжина поліпептидного ланцюга білка становить 224 амінокислот, а молекулярна маса — 25 035.
| 10         |  | 20         |  | 30         |  | 40         |  | 50         |
| ---------- |  | ---------- |  | ---------- |  | ---------- |  | ---------- |
| MPGGLLLGDV |  | APNFEANTTV |  | GRIRFHDFLG |  | DSWGILFSHP |  | RDFTPVCTTE |
| LGRAAKLAPE |  | FAKRNVKLIA |  | LSIDSVEDHL |  | AWSKDINAYN |  | CEEPTEKLPF |
| PIIDDRNREL |  | AILLGMLDPA |  | EKDEKGMPVT |  | ARVVFVFGPD |  | KKLKLSILYP |
| ATTGRNFDEI |  | LRVVISLQLT |  | AEKRVATPVD |  | WKDGDSVMVL |  | PTIPEEEAKK |
| LFPKGVFTKE |  | LPSGKKYLRY |  | TPQP       |  |            |  |            |

A: Аланін

C: Цистеїн

D: Аспарагінова кислота

E: Глутамінова кислота

F: Фенілаланін

G: Гліцин

H: Гістидин

I: Ізолейцин

K: Лізин

L: Лейцин

M: Метіонін

N: Аспарагін

P: Пролін

Q: Глутамін

R: Аргінін

S: Серин

T: Треонін

V: Валін

W: Триптофан

Цей білок за функціями належить до оксидоредуктаз, гідролаз, антиоксидантів, пероксидаз. 
Задіяний у таких біологічних процесах як метаболізм ліпідів, деградація ліпідів. 
Локалізований у цитоплазмі, цитоплазматичних везикулах, лізосомі.